# Arquian
Arquian é uma comuna francesa na região administrativa de Borgonha-Franco-Condado, no departamento Nièvre. Estende-se por uma área de 32,72 quilômetros quadrados. Em 2010 a comuna tinha 589 habitantes (densidade: 18 hab./km²).